# Eremaro de Thérouanne
Eremaro, clérigo de Thérouanne, sustituyó temporalmente a Dagoberto de Pisa como Patriarca de Jerusalén de 1102 a 1105. Fue retirado del patriarcado y nombrado arzobispo de Cesarea en 1108.